# Carl Barât
Carl Ashley Raphael Barât, angleški glasbenik, igralec, avtor besedil, * 6. junij 1978, Basingstoke, Hampshire, Anglija.
Bil je ustanovitelj in glavni kitarist britanske zasedbe Dirty Pretty Things ter pred kratkim izdal svoj prvi solistični album, najbolj znan pa je kot član indie zasedbe The Libertines, ki jo je ustanovil s Petom Dohertyem.

## Otroštvo
Carl Barât je bil rojen v Basingstokeu, večino otroštva pa je preživel v  Whitchurchu. V intervjuju iz leta 2004 je Barat omenjal svoje francoske, ruske in poljske korenine.
Kot otrok je čas izmenično preživljal pri svojih ločenih starših. Njegov oče, bivši umetnik, je delal v tovarni orožja, mati Chrissie pa je bila članica komune in kontrakulture ter mirovniških skupin kot Kampanja za jedrsko razorožitev. Ima sestro Lucie, ki se pravtako ukvarja z glasbo in filmom.
Leta 1996 je Barât študiral igralstvo na Univerzi Brunel in tam tudi spoznal Petra Dohertyja. Kmalu sta vzpostavila tesno prijateljstvo, se skupaj preselila v londonsko stanovanje in po obojestranskem neuspehu na Univerzi, ustanovila zasedbo »The Libertines«.

## The Libertines
»The Libertines« so svoj prvi album Up The Bracket izdali leta 2002, se isto leto pojavili na naslovnici revije NME in hitro zasloveli po Združenem kraljestvu. Večji del uspeha lahko pripišemo turbulentnem prijateljstvu med Dohertyjem in Barâtom, ki je bilo nemalokrat na meji med ljubeznijo in sovraštvom.  Roger Sargent, uradni fotograf skupine, je njun odnos opisal kot "prvo ljubezen in vse ljubosumje in obsesivnost, ki jo spremlja". "Med njima obstaja vez, intelektualna in duhovna, kakršne še nisem videl ... včasih pomisliš, zakaj si ne najameta sobe, zaboga?"
Skupina je dosegla razmeroma velik komercialni uspeh in si med zvestimi oboževalci prislužila kultni status, njihovi koncerti so namreč nemalokrat potekali kar v stanovanju Barâta in Dohertyja. Revije NME jih je opisala kot ‘škandalozne, šokantne in znane po tem, da svoje oboževalce tretirajo kot člane skupine‘. 
Na vrhuncu slave, leta 2003, je Barât zahteval, da od heroina zasvojeni Doherty na naslednji turneji ne nastopa in v tem času konča s svojo zasvojenostjo. Ko je Doherty izvedel, da je skupina odšla na turnejo po Japonski brez njegove vednosti, je vlomil v Barâtovo novo stanovanje in ukradel številne vredne predmete. Obsojen je bil na šest mesecev zapora. Kazen je bila kasneje zmanjšana na 2 meseca, ob prihodu iz londonskega zapora ga je pričakal sam Barât, spori so bili pozabljeni in skupina je nadaljevala s snemanjem drugega albuma.
Dohertyjeva odvisnost se je kljub Barâtovem nasprotovanju nadaljevala. Med snemanjem drugega albuma so bili zaradi pričakovanega nasilja med dvojcem, v studiu nenehno prisotni varnostniki. Pred izidom albuma leta 2004 je njun odnos dosegel najnižjo točko, band je zaradi pogodbenih obveznosti koncertiral brez Dohertyja, ki tega ni sprejel najbolje. Dokončno so se razšli ob koncu leta 2004, kljub Dohertyjevim prizadevanjem za nadaljevanje skupne glasbene poti, pa nekdanji člani zasedbe naslednjih nekaj let z njim niso hoteli spregovoriti.

## Dirty Pretty Things
Barât je bil leta 2005 za nekaj časa prisiljen pomakniti glasbo na stranski tir, saj je moral na operacijo tumorja za ušesom. Operacija je bila uspešna, a je zaradi nje delno gluh. 
Septembra istega leta je bilo objavljeno, da Barât ustanavlja novo skupino, »Dirty Pretty Things«. Mesec kasneje so začeli s snemanjem prvega albuma in ga pod imenom Waterloo to Anywhere izdali naslednje leto. Zvok skupine naj bi bil mešanica med začetki »The Libertines«, punkom in reaggaejem.  Svojo prvo britansko turnejo so morali prestaviti zaradi Barâtovega vnetja trebušne slinavke. Njihov drugi album, Romance at Short Notice, ni uspel doseči visoke uvrstitve na glasbenih lestvicah in tako je band decembra 2008 tudi uradno razpadel.

## Solistična kariera
Barât je bil leta 2005 skupaj z Juliette Lewis obraz znamke J. Lindeberg. Leta 2008 je v filmu Telstar igral Rock'n'Roll pevca Genea Vincenta, kot solistični izvajalec pa več let koncertiral s skupino Glasvegas. Januarja 2010 je sodeloval v gledališki igri Fool For Love. Svoj prvi solistični album je izdal oktobra 2010, istega leta pa je izšla tudi njegova avtobiografija Threepenny Memoir: The Lives Of A Libertine, ki opisuje predvsem njegove čase s skupino »The Libertines«.

## Zasebno življenje
V nasprotju z Dohertyjem, Barât ni znan po razvpitih razmerjih in razburkanem zasebnem življenju, zato njegova zasebnost ostaja večinoma skrivnostna. 
Decembra 2010 se mu je rodil prvi sin, Eli.